# وحيدة فيضي
وحيدة فيضي (17 مايو 1993) صحفية أفغانية. ولدت في كابل ونشأت بها من عائلة أصلها من ولاية بروان. تخرجت من مدرسة مريم الثانوية عام 2013 ثم واصلت دراستها في العلوم السياسية في إحدى جامعات كابول. بدأت عملها في الصحافة مبكرًا، عندما كانت في الصف الثامن. بعد أن درست دورة الصحافة، بدأت العمل في التلفزيون ثم في راديو «أموزغار» كمتحدث في البرامج التعليمية. وبعد التخرج من المدرسة، بدأت العمل في قسم الأخبار مع إذاعة «سلام وطندر» في قسم الأخبار والتقرير، وبعد فترة التدريب تمكنت من العمل كمراسلة لمدة 4 سنوات. ركزت على وضع المرأة الأفغانية، وفي عام 2016 انضمت إلى لجنة سلامة الصحفيين الأفغان كرئيسة لقسم الصحفيات. دفعت الصعوبات التي واجهتها خلال مهنتها الصحفية بوصفها المرأة في أفغانستان ما بعد طالبان إلى مواصلة نشطاتها تحت اسم مستعار «هيلة» لمدة.

في 26 أغسطس 2021، بعد سقوط كابل بيد طالبان، هربت من أفغانستان خوفًا من أن يقتلها طالبان بسبب عملها.

## جوائزها
- 2015: اختارت كأفضل مراسلة من قبل منظمة دعم الإعلام الحر في أفغانستان Nai (SOMA).[2][6]